# République de Lituanie (1918-1940)
Pour les articles homonymes, voir Lituanie.
 (mai 2019).
Si vous disposez d'ouvrages ou d'articles de référence ou si vous connaissez des sites web de qualité traitant du thème abordé ici, merci de compléter l'article en donnant les références utiles à sa vérifiabilité et en les liant à la section « Notes et références ».
1918–1940
Entités précédentes :
- Royaume de Lituanie (1918)
- Empire allemand (1918)
- RSS lituano-biélorusse (1919)
- Territoire de Memel (1923)
- Pologne (1939)

Entités suivantes :
- République de Lituanie centrale (1920)
- Reich allemand (1939)
- RSS de Lituanie (1940)

La république de Lituanie est un État d'Europe orientale né au lendemain de la Première Guerre mondiale ; bordé par la Lettonie au Nord, par la Pologne à l'Est et l'Allemagne au Sud-Ouest. Sa capitale était Kaunas, à l'époque fréquemment appelée Kovno en français.

## Généralités
La Lituanie était une république démocratique. Le pouvoir exécutif appartenait au président de la République et à un conseil des ministres ; le pouvoir législatif à une Assemblée.
Les principales villes du pays étaient Kaunas, la capitale (90 300 habitants) ; Virbalis (40 000 habitants) ; et Memel (31 000 habitants), seul débouché de la Lituanie sur la mer.
La Lituanie était principalement un pays agricole, exploitant le bois et produisant de la pomme de terre et du lin. Ses principales industries étaient des filatures.
En 1924, la Lituanie comptait 2480 kilomètres de voies de chemin de fer.

## Histoire
La république de Lituanie est proclamée le 2 novembre 1918. Son indépendance est reconnue en juin 1919 au traité de Versailles. Néanmoins, le pays doit défendre son indépendance contre l'Union soviétique et la Pologne. Cette dernière, victorieuse, crée la république de Lituanie centrale, État centré sur Vilnius et qui sera bien vite rattaché à la Pologne.
En 1923, le territoire de Memel, jusqu'alors sous mandat de la Société des Nations, est annexé.
En 1926, la Lituanie devient une dictature sous la direction d'Antanas Smetona.
Le 20 mars 1939, la Lituanie cède Memel à l'Allemagne nazie. Le 10 octobre 1939 elle récupère la région de Vilnius. Le 15 juin 1940, son territoire est occupé par l'URSS.